# Gayomyia falcata
Gayomyia falcata är en insektsart som först beskrevs av Blanchard in Gay 1851.  Gayomyia falcata ingår i släktet Gayomyia och familjen florsländor. Inga underarter finns listade i Catalogue of Life.